# Cheumatopsyche japonica
Cheumatopsyche japonica är en nattsländeart som först beskrevs av Luisa Eugenia Navas 1916.  Cheumatopsyche japonica ingår i släktet Cheumatopsyche och familjen ryssjenattsländor. Inga underarter finns listade i Catalogue of Life.